# Arjona (Spanien)
Arjona ist eine südspanische Kleinstadt und eine aus dem Hauptort und mehreren Weilern (pedanías) bestehende Gemeinde (municipio) mit insgesamt 5.376 Einwohnern (Stand: 2024) im Zentrum der Provinz Jaén in der autonomen Region Andalusien. 

## Lage und Klima
Der Ort Arjona liegt auf einer strategisch vorteilhaften Anhöhe knapp 50 km (Fahrtstrecke) nordwestlich der Provinzhauptstadt Jaén in einer Höhe von knapp 460 m. Das Klima im Winter ist gemäßigt, im Sommer dagegen warm bis heiß; die geringen Niederschlagsmengen (ca. 545 mm/Jahr) fallen – mit Ausnahme der nahezu regenlosen Sommermonate – verteilt übers ganze Jahr.

## Bevölkerungsentwicklung
| Jahr      | 1857  | 1900  | 1950   | 2000  | 2020  |
| Einwohner | 5.391 | 7.051 | 10.050 | 5.698 | 5.449 |

Die deutliche Bevölkerungsrückgang in der zweiten Hälfte des 20. Jahrhunderts ist im Wesentlichen auf die nahezu ausschließliche Anpflanzung von Olivenbäumen, die damit einhergehende Mechanisierung der Landwirtschaft und den daraus resultierenden  Verlust von Arbeitsplätzen zurückzuführen.

## Wirtschaft
Arjona liegt inmitten der endlosen Olivenbaumplantagen der Provinz Jaén. Früher wurden auch Getreide, Weinreben etc. zur Selbstversorgung angepflanzt; Gemüse stammte aus den Hausgärten. Im Ort selbst haben sich Kleinhändler, Handwerker und Dienstleistungsbetriebe aller Art angesiedelt. Daneben gibt es mehrere Ferienhäuser (casas rurales).

## Geschichte
Bei Ausgrabungen auf dem zentralen Platz der Stadt entdeckte man eine bronzezeitliche Siedlung aus der Zeit um 3000 v. Chr.
Phönizier und Griechen hinterließen ebenfalls Spuren auf dem Gemeindegebiet; auf griechischen Münzen erscheint der Name OURGABWN (= URGABON). Die Römer nannten den Ort Urgavo oder Urgao Alba; es war einer der ersten Orte auf der Iberischen Halbinsel, der das Römische Bürgerrecht zugesprochen bekam (Municipium Albium Urgabonense). Im Jahr 308 fand hier die Hinrichtung der beiden Brüder und späteren Ortsheiligen Bonosus und Maximianus statt. Auch die Westgoten hinterließen ihre Spuren, doch zu Beginn des 8. Jahrhunderts wurden sie von den Mauren überrannt. Nach dem Ende des Kalifats von Córdoba (1031) wurde die Stadt mit einer Mauer umgeben und erhielt den Namen Qal’at Arǧuna; sie war Bestandteil des Taifa-Königreichs Jaén. Um die Mitte des 12. Jahrhunderts fiel Arjona an das Almohadenreich, welches sich nach der Niederlage in der Schlacht bei Las Navas de Tolosa (1212) zunehmenden Angriffen seiner muslimischen (Ibn Hud, Muhammad I. ibn Nasr) und christlichen Nachbarn ausgesetzt sah. Wahrscheinlich etwa gleichzeitig mit Jaén (1246) wurde Arjona von den Christen unter Ferdinand III. von Kastilien zurückerobert (reconquista) und dem neugeschaffenen Königreich Jaén eingegliedert, das allerdings eng mit der Krone von Kastilien verbunden war und politisch nicht in Erscheinung trat. Verwaltet wurde die Stadt zunächst vom Templerorden, nach dessen Zerschlagung (1307–1312) dann vom Calatrava-Ritterorden. Mit dem Alhambra-Edikt (1492) der Katholischen Könige begann die Vertreibung der Juden; in den Jahren um 1610 wurden die letzten Muslime (Morisken) ebenfalls ausgewiesen.

## Sehenswürdigkeiten

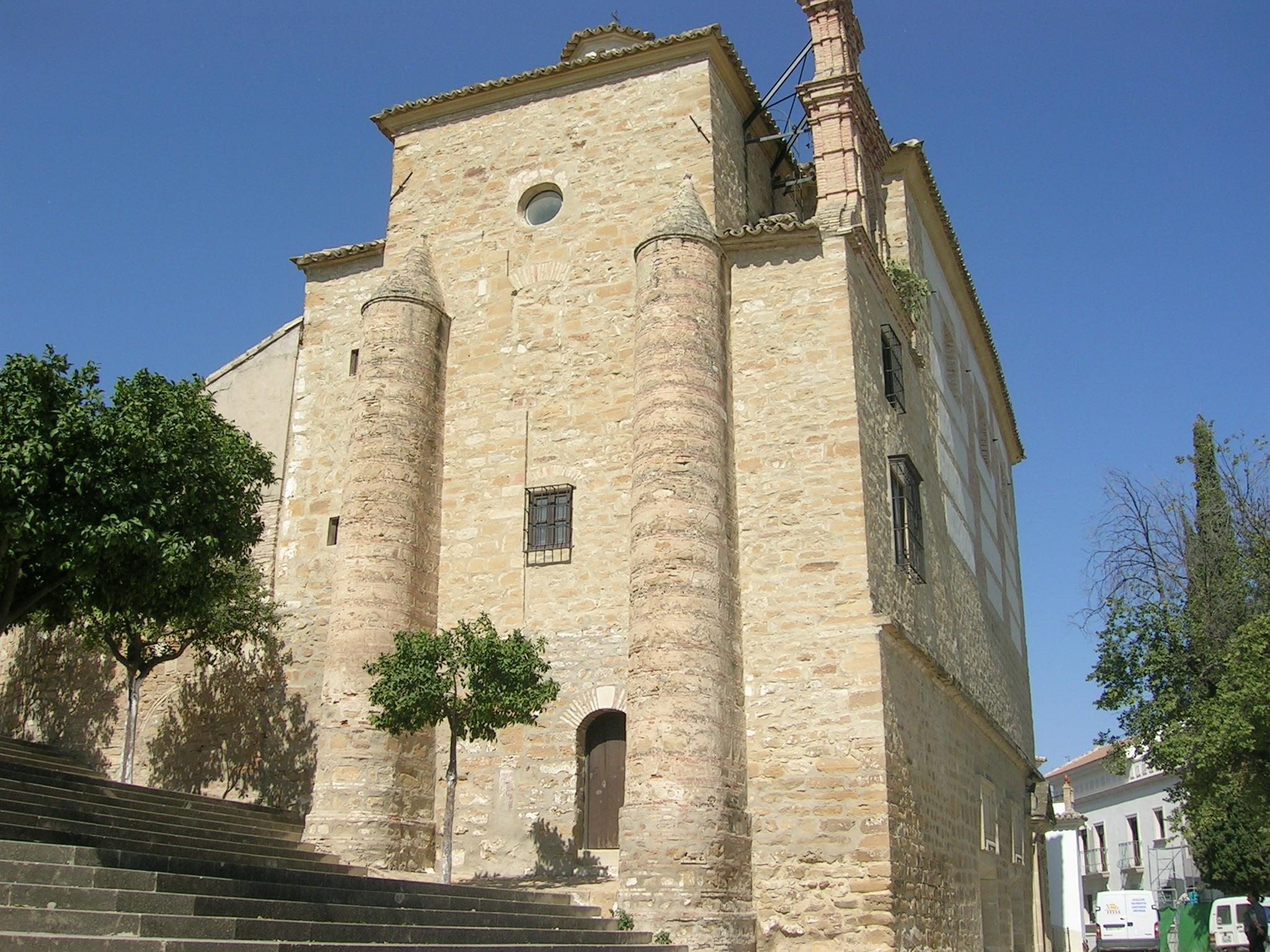
Santuario de las Sagradas Reliquias

- Arjona besitzt noch immer beachtliche Teile der mittelalterlichen Stadtmauer (muralla), wohingegen die Burg (castillo) verschwunden ist.[8][9]
- Im 1635 bis 1644 erbauten Santuario de los Santos y de las Sagradas Reliquias (heute Museo de los Santos) werden die im Jahr 1639 von Andújar rücküberführten Reliquien der Märtyrer Bonosus und Maximianus aufbewahrt. Das zweigeschossige Gebäude ruht auf römischen Fundamenten.[10]
- Die unmittelbar benachbarte Iglesia de Santa María del Alcázar stammt ebenfalls aus dem 17. Jahrhundert; sie verfügt über einen quergestellten Glockengiebel (espadaña) und einen Camarín. Der Kirchenbau wurde nach einem Brand während des Spanischen Bürgerkriegs restauriert.[11][12]
- Die Iglesia de San Juan Bautista entstand ebenfalls im 16. Jahrhundert und zwar an der Stelle einer Synagoge. Der Kirchenbau wurde jedoch während der Bürgerkriegszeit schwer beschädigt; die Restaurierung dauerte bis ins 21. Jahrhundert. Beachtenswert ist das arabesken und wappenbestückte Renaissanceportal mit seitlichen Kopftondos.[13]
- Auch wenn sie älter aussieht, so stammt die Iglesia del Carmen erst vom Ende des 19. Jahrhunderts. Der schlanke fünfgeschossige Glockenturm ist im Neo-Mudejarstil mit wechselnden Steinlagen (Ziegel- und Naturstein) erbaut. Das Innere der Kirche zeigt neoklassische Formen.[14]
- Nahe der ehemaligen Hauptmoschee befindet sich eine aus antiken Spolien erbaute schmucklose Zisterne aus almohadischer Zeit (Aljibe Almohade) mit einem Fassungsvermögen von ca. 210 m³.[15]
- Das Rathaus (ayuntamiento) war das ehemalige, in der Mitte des 19. Jahrhunderts erbaute Hospital der Stadt.[16] Es verfügt über einen schönen Innenhof und birgt zwei Räume im neomaurischen Stil der 1920er Jahre.[17]
- Die Cripta del Barón de Velasco ist ein eindrucksvolles unterirdisches Grabmonument aus den 1920er- und 1930er-Jahren[18]

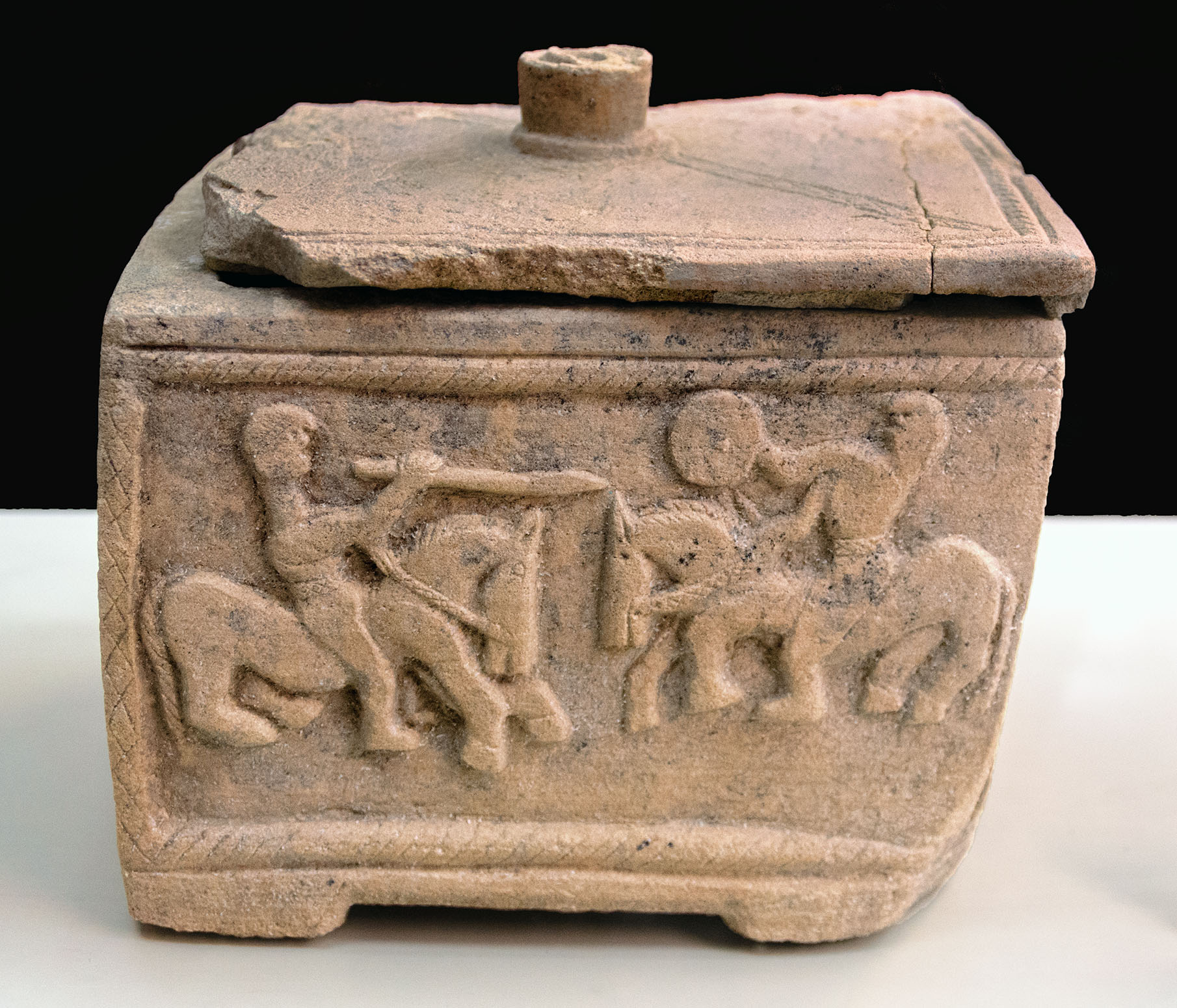
Caja de los Guerreros

- Das Museo arqueológico wurde im Jahr 2012 eingeweiht und zeigt interessante Fundstücke aus der langen Ortsgeschichte: Der erste Saal ist der Vorgeschichte gewidmet, der zweite Saal zeigt iberische, römische, westgotische und maurische Funde und der dritte Saal ist den berühmtesten Personen der Stadtgeschichte gewidmet – al-Aḥmar und Helvia Paulina, der Mutter Senecas.[19]
- Es gibt auch ein Volkskundliches Museum (Museo de Arte y Costumbres).[20]

Umgebung
- Beim Weiler Piquia wurde im Herbst 2007 nach starken Regenfällen ein steinernes Urnenkästchen mit ‚primitiv‘ wirkenden Darstellungen kämpfender Ritter freigespült. Die Datierung ist umstritten; meist wird es der spätiberischen Kunst des  1. Jahrhunderts v. Chr. zugeordnet. Es befindet sich heute im Museo de Jaén.

## Persönlichkeiten
- Helvia Paulina[21] (1. Jahrhundert v. Chr.), Mutter Senecas
- Muhammad I. ibn Nasr (auch al-Aḥmar genannt; um 1200–1273), Begründer des Nasridenreichs von Granada